# Női 10 méteres szinkronugrás a 2013-as nyári universiadén
A 2013-as nyári universiadén a műugrás női szinkron 10 méteres versenyszámát július 12-én rendezték meg a Vízisportok Palotájában (Aquatics Palace).

## Versenynaptár
Az időpont helyi idő szerint, zárójelben magyar idő szerint olvasható.
| Dátum                    | Időpont       | Forduló |
| ------------------------ | ------------- | ------- |
| 2013. július 12., péntek | 13:50 (11:50) | Döntő   |

## Eredmény
| # | Név                                                | Ország                          | Döntő  | Döntő   |
| # | Név                                                | Ország                          | Pontok | Rangsor |
| - | -------------------------------------------------- | ------------------------------- | ------ | ------- |
|   | Csen Ni Hszia Jü-hua                               | Kína (CHN)                      | 325,32 | 1       |
|   | Atalja Goncsarova Julija Koltunova                 | Oroszország (RUS)               | 307,62 | 2       |
|   | Marisa Daniela Diaz Prieto Paola Milagros Espinosa | Mexikó (MEX)                    | 283,77 | 3       |
| 4 | Sarah McCrady Mackenzie Tweardy                    | Amerikai Egyesült Államok (USA) | 266,16 | 4       |
| 5 | Natali Cruz Nicoli Cruz                            | Brazília (BRA)                  | 260,19 | 5       |
| 6 | Jasmine Lai Pui Yee Kam Ling Kar                   | Malajzia (MAS)                  | 224,61 | 6       |